# 1930-1933년 카자흐스탄 대기근

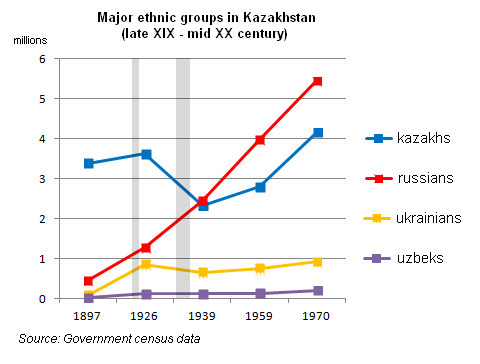
1897년에서 1970년 사이 카자흐스탄 지역의 민족 그래프. 파란색: 카자흐인, 빨간색: 러시아인, 노란색: 우크라이나인, 보라색: 우즈베크인.

카자흐 대기근(카자흐어: Қазақстандағы аштық 카자크스탄다기 아슈틱)은 1930년대 소련 대기근의 일부로, 카자흐스탄 소비에트 사회주의 공화국에서 150만 명(최대 230만 명)이 아사한 기근이다. 그 중 130만 명이 카자흐인으로, 이 기근으로 전 세계의 카자흐인 중 38%가 죽었다. 이로써 카자흐인들은 1930년대 소련 대기근에서 상대적으로 가장 큰 피해를 입은 민족이 된다. 현재 카자흐스탄에서는 당시 농업집산화 책임자였던 필리프 골로슈쵸킨의 이름을 따서 골로슈쵸킨 집단살해(카자흐어: Голощекин геноциді [ɡɐləˌʂʲokʲin ɡʲinɐˈt͡sɪdɪ̞̃])라고 한다.
1929년에서 1932년 사이 카자흐스탄의 가축과 곡물 생산량의 3분의 1이 외부로 유출되었으며, 1930년 한 해에만 100만 톤의 식량이 도시를 부양하기 위해 농촌에서 압류되었다. 집산화 정책이 시작되기 직전 카자흐스탄에는 4050만 마리의 가축이 길러지고 있었으나 1933년 1월 1일에는 450만 마리밖에 남지 않았다.
이 기근의 결과 카자흐인의 인구는 카자흐스탄 SSR에서 38%밖에 차지하지 못하게 됨으로써 카자흐스탄에서 카자흐인이 정작 소수민족이 되었다.

## 같이 보기
- 카자흐스탄의 역사
- 러시아 제국
- 1930년대 소련 대기근
- 원주민